# Acropigmentazione reticolata di Kitamura
L'acropigmentazione reticolata di Kitamura è una disordine della pigmentazione a trasmissione autosomica dominante.

## Epidemiologia
Si tratta di una patologia rara. Le femmine sono più colpite dei maschi.

## Eziopatogenesi
L'acropigmentazione reticolata di Kitamura è causata da mutazioni nel gene ADAM10, che codifica per una proteasi di membrana.

## Istologia
Si riscontrano allungamento, assottigliamento e iperpigmentazione delle creste epidermiche oltre a lieve ipercheratosi e aumentato numero dei melanociti basali.

## Clinica
È caratterizzata da macule iperpigmentate dalla tinta uniforme, reticolari e lievemente atrofiche di 1-4 mm sul dorso delle mani associate a "pits" ai palmi delle mani e alle piante dei piedi che compaiono durante la prima o seconda decade di vita. Le macule si estendono in direzione prossimale e assumono una tinta più scura sino alla quinta decade.

## Diagnosi
La diagnosi è clinica.

## Trattamento
Non è disponibile alcun trattamento efficace per questa sindrome. Alcuni pazienti hanno risposto all'acido azelaico al 20% e a trattamenti con laser Nd:YAG.